# Sześcian (algebra)

Wykres funkcji y=x^{3}.

Inny wykres tej samej funkcji; tutaj osie mają różne skale.

Sześcian – wynik trzykrotnego przemnożenia liczby przez siebie. Jest to więc potęga o wykładniku równym 3 zwana też trzecią potęgą liczby. Jako operator jednoargumentowy zapisywany jest w postaci {\displaystyle x^{3}.} Termin sześcian nawiązuje do geometrii, bowiem objętość sześcianu o boku {\displaystyle a} jest równa {\displaystyle a^{3}.}
Określenie stosowane jest do trzecich potęg liczb, wyrażeń algebraicznych (sześcian zmiennej, sześcian ułamka) a także jednostek miary (np. sekunda sześcian, kilogram sześcian). W przypadku jednostek objętości występuje najczęściej w postaci przymiotnika "sześcienny": m³ (czytaj:  metr sześcienny ), km³ (czytaj: kilometr sześcienny), cm³ (czytaj: centymetr sześcienny).
Symbol sześcianu typograficznie może być zapisany w postaci osobnego znaku (³) lub w postaci cyfry 3 w indeksie górnym (3). W dokumentach HTML uzyskiwany jest kodem &#179; lub &sup3;.